# Максим Буйницький
Максим Неофіт Буйницький (біл. Максім Нэафіт Буйніцкі; 21 січня 1981, Бобруйськ, Білоруська РСР) — український кінорежисер, продюсер та сценарист, білоруський громадський активіст. Неодноразовий призер Міжнародних кінооглядів.

## Життєпис
У 2004 році Максим Буйницький був відрахований з Білоруської державної академії мистецтв за політичний перфоманс «День Волі» на Жовтневій площі Мінська. Отримав стипендію Єврокомісії, щоб закінчити освіту. У 2007 вступив до Київського національного університету театру, кіно і телебачення ім. Карпенка-Карого.
В 2012 закінчив Київський національний університет театру, кіно і телебачення імені Івана Карпенка-Карого за фахом «режисура художнього фільму» (майстерня Михайла Іллєнка). За час навчання зняв фільми «Як тато і мама розпрощалися у три раунди» (2008), «Відповідь на молитву» (2009), «Перешкода» (2010), «Довга прогулянка — назавжди» (2010) та інші. Фільм «Метелик» (2012) є одночасно дипломною і дебютною роботою на кіностудії імені Олександра Довженка.

## Фільмографія
- 2008: «Як тата і мама розпрощалися у три раунди» — режисер, сценарист
- 2009: «Як тата і мама розпрощалися у три раунди 2» — режисер, сценарист
- 2009: «Відповідь на молитву» — режисер, сценарист
- 2010: «Перешкода» — режисер, сценарист
- 2010: «Довга прогулянка» — назавжди — режисер, сценарист
- 2010: «Знайдіть нашого хлопчика!» — сценарист
- 2012: «Неминучість» — режисер, сценарист
- 2012: «Метелик» — режисер, сценарист, продюсер

## Премії та нагороди
- 2008 — «Перешкода» здобула два Гран-прі кінофестивалю «Кінолев».

- 2010 — «Перешкода» здобула два гран-прі кінофестивалю «Кінолев». Також фільм увійшов до збірки «Українська сучасна панорама», яку Українська кінофундація у лютому представила на «Берлінале-2011». У квітні 2011 року стрічка здобула гран-прі американського онлайн-кінофестивалю «PutItOn Picture Show». Максим Буйницький отримав стипендію у розмірі $5 тис. для навчання в кіноакадемії Нью-Йорка.[7].

- 2011 — Максим Буйницький отримав почесний диплом «Big idea fest 2011» за ідею започаткувати фестиваль одного вірша Тараса Шевченка «Молитва» в одному з київських дворів.

Фільм «Метелик» Буйніцького переміг у конкурсі Державного агентства України з питань кіно та отримає державну підтримку.